# Ed Bogdanski
Edward Eugene Bogdanski, detto Ed (Chicago, 30 luglio 1921 – 31 dicembre 1989), è stato un cestista statunitense, professionista nella NBL.

## Carriera
Giocò una stagione nella NBL, disputando 19 partite con 1,7 punti di media.